# Lodoso (Monterroso)
Lodoso (llamada oficialmente San Xoán de Lodoso) es una parroquia y una aldea española del municipio de Monterroso, en la provincia de Lugo, Galicia.

## Organización territorial
La parroquia está formada por nueve entidades de población, constando siete de ellas en el nomenclátor del Instituto Nacional de Estadística español:
- A Barreira
- A Frouxeira
- A Lucencia
- A Penela
- Lodoso
- Montecelo
- O Cancelo
- Sestelo
- Tra-lo-Fontao (Tralo Fontao)

## Demografía

### Parroquia
| Gráfica de evolución demográfica de Lodoso (parroquia) entre 2000 y 2020 |
|                                                                          |
| Datos según el nomenclátor publicado por el INE.                         |

### Aldea
| Gráfica de evolución demográfica de Lodoso (aldea) entre 2000 y 2020 |
|                                                                      |
| Datos según el nomenclátor publicado por el INE.                     |